# Aurélie Aubert (enseignante-chercheuse)
 (avril 2024).
L'article doit être relu — et modifié si nécessaire — par des contributeurs indépendants pour apporter un regard critique aux contributions effectuées en violation des conditions d'utilisation de Wikipédia, tant sur la forme (notamment concernant le style encyclopédique, la proportionnalité) que sur le fond (la neutralité de point de vue, la qualité et l'indépendance des sources).
Pour les articles homonymes, voir Aurélie Aubert et Aubert.
Aurélie Aubert, née le 11 novembre 1976, est une enseignante-chercheuse spécialisée dans la communication, en particulier le journalisme participatif et les nouveaux formats audiovisuels.

## Carrière
Aurélie Aubert suit des études de lettres modernes à l'Université de Paris-IV, où elle obtient une maitrise en 1999, avant d'intégrer l’Institut d’études politiques de Paris, dont elle sort diplômée en 2001. En 2006, elle obtient un doctorat en sciences de l'information et de la communication en soutenant une thèse sur Quand le téléspectateur réagit à l'actualité internationale. De la prise de parole critique à la revendication citoyenne. Étude et analyse des messages reçus par le médiateur de France 2 en 2001 et 2002, sous la direction de Michael Palmer.
Membre du laboratoire CIM de l'Université de Paris-III, Aurélie Aubert participe en 2007 au programme de mise en place du dépôt légal du web à l’INA, et, entre 2008 et 2011, aux travaux financés par l’ANR consacré à la valorisation et l’exploitation des archives de l’Agence France Presse.
En 2010, elle est élue maitresse de conférences à l'UFR de Culture et communication à l'Université de Paris-VIII, dont elle est la co-directrice avec Aurélie Tavernier entre 2019 et 2023. Elle est responsable de la licence en « Information et communication » de 2014 à 2018. Elle est membre du Centre d’études sur les médias, les technologies et l’internationalisation (CÉMTI) de 2010 à 2023.
En 2022, Aurélie Aubert est habilitée à diriger des recherches par l'Université de Paris-III après avoir soutenu un dossier d'habilitation sur Les médias interfaces : production et réception au prisme de l’interactivité. Une étude des formats courts d’information circulant via les réseaux sociaux numériques, qui lui vaut le Prix de la recherche de l'INAthèque. À partir de 2023, elle est professeure des universités à l'Université Sorbonne-Nouvelle et membre du laboratoire IRMÉCCEN.

## Publications
En 2008, Aurélie Aubert publie, avec Michael Palmer, L'information mondialisée, puis en 2009, elle publie La société civile et ses médias : Quand le public prend la parole, où elle analyse la volonté croissante de participation des individus dans les discours médiatiques. Elle étudie plus particulièrement les courriers envoyés par les téléspectateurs au service de médiation de la chaine France 2 et relève un paradoxe : les médias sont décriés alors que les possibilités de participer ou de donner son opinion ne cessent de s'accroître (courriers des lecteurs, forums, etc.). Entre engagement citoyen et quête identitaire, les courriers des téléspectateurs révèlent les représentations sur les médias autant que le contenu de l'information qu'ils véhiculent.
En 2023, Aurélie Aubert publie Une information brute : Journalisme, vidéos et réseaux sociaux, ouvrage primé par le « Prix du livre Recherche » aux Assises du journalisme en 2024,. Dans cet ouvrage, la chercheuse étudie les médias vidéo entièrement pensés pour les réseaux sociaux numériques, comme Now This aux États-Unis, ou Brut,,, Loopsider et Simone en France, sans négliger les versions adaptées par les médias traditionnels. Les capsules vidéo de quelques minutes traitent de sujets informatifs, plutôt à destination des jeunes de 18 à 35 ans, apparemment vierges de toute ligne éditoriale, élaborant la promesse d'une information brute qui mettrait à distance le travail et la médiation des journalistes. Partant d'une étude sur les contenus, croisée avec une analyse des métriques de consultation, l'ouvrage s'intéresse aussi à la manière dont sont fabriqués ces sujets vidéos dans un écosystème journalistique plateformisé, en montrant que l'élaboration d'une ligne éditoriale dans ce nouveau contexte reste un enjeu crucial.

### Essais
- Aurélie Aubert, Une information brute : Journalisme, vidéos et réseaux sociaux, Paris, INA, coll. « Études & controverses », 2023, 192 p. (ISBN 978-2869383012)
- Julie Denouël, Fabien Granjon et Aurélie Aubert, Médias numériques et participation : Entre engagement citoyen et production de soi, Paris, Mare et Martin, 2014
- Aurélie Aubert, La société civile et ses médias : Quand le public prend la parole, Paris, Le bord de l'eau & INA, 2009
- Michael Palmer (dir.) et Aurélie Aubert (dir.), L'information mondialisée, Paris, L'Harmattan, 2008